# 克鲁斯-达斯阿尔马斯
克鲁斯-达斯阿尔马斯（葡萄牙語：Cruz das Almas）是巴西巴伊亚州的一个市镇。总面积150.903平方公里，总人口58293人，人口密度386.3人/平方公里。